# Zarzis
Zarzis er en by i det sydlige Tunesien med et indbyggertal (pr. 2004) på cirka 71.000. Byen ligger ved landets kyst til Middelhavet og har i århundreder været en vigtig havneby i området.